# جون جليسون كريمر
جون جليسون كريمر (بالإنجليزية: John Gleason Cramer)‏، من مواليد 24 أكتوبر 1934 في هيوستن، تكساس، و هو أستاذ للفيزياء في جامعة واشنطن في سياتل، الولايات المتحدة. و هو أيضا مؤلف كتاب خيال علمي.